# Furby
Furby (plural Furbys ou Furbies) é um brinquedo eletrônico similar a um hamster ou uma coruja, que foi comercializado pela Tiger Electronics, com sucesso de vendas no período de seu lançamento, no final da década de 1990 e que foi adquirido pela Hasbro, sendo comercializado de 2005-2007, e relançado em 2012.

## Versões

### Primeira geração (1998-2022)

#### Furby Adult (1998 Furbys)
Os "1998 Furbys" são a primeira geração dos brinquedos. Eles vinham com sensores de cócegas e inclinação além de olhos realistas. A versão clássica lançada em 1998 obteve popularidade devido a sua aparente inteligência, devido a habilidade de linguagem que possuía.

#### Furby Babies
Linha lançada em 1999 que diferenciava-se da linha original pelo seu tamanho menor, com voz mais alta e não dançava. Seu vocabulário era mais extenso, possuía também "segredos ocultos" e "jogos", foi disponibilizado em 24 cores diferentes.

#### Furby Friends
Novo lançamento do brinquedo em que consistiam em modelos diferentes em aspecto do original, sendo as versões desta série parecidas com o personagem Gizmo do filme Gremlins, o personagem Yoda dos filmes da saga de Star Wars, o personagem E.T. do filme E.T. the Extra-Terrestrial. Estas novas versões possuíam melhoramentos em sua memória interna e personalidades diferentes, foram lançados em 2001.

### Segunda Geração (2005-2007)

#### Emoto-Tronic Furbies
Esta versão foi lançada em 2005, sua grande inovação foi o redesenho de seu rosto que ficou mais emotivo, teve ainda mais aprimoramentos como um reconhecimento de voz para a interação com seus proprietários.

##### Emoto-Tronic Furby Babies
Assim como a lançado anteriormente a linha Babies teve também as novas atualizações da versão adulta da Emoto-Tronic, mas com um vocabulário mais limitado e menos interatividade, a inovação mais significativa desta versão era a mobilidade de suas pernas, foi lançado em 2006.

#### Emoto-Tronic Funky Furbies
Versão lançada fora dos Estados Unidos em agosto de 2006 tinha o diferencial de que podia dançar e memorizar as danças, além da inclusão de três novas músicas.

### Terceira Geração (2012-2015)

#### Furbies de 2012
Lançados no outono de 2012, possuía mais expressivos olhos em LCD e suas emoções eram mais abrangentes, possuía aplicativos para os sistemas iOS e Android, além de uma capacidade de alterar a sua personalidade de acordo com as reações do proprietário.

#### Furby Party Rockers
Versão pequenos amigos lançada em março de 2013, era diferente da versão maior de 2012 e possuía quatro modelos.

#### Furby Boom
Lançado no verão de 2013, possuía novas cores e personalidades, além de uma marca nova para os aplicativos de iOS e Android, chamada de Furby BOOM.

#### Furblings
Lançados em versão limitada em junho de 2014, comunicavam-se com a versão BOOM e com seu aplicativo.

#### Furby Boom Crystal
Lançados no Natal de 2014 tinha um redesenho em suas orelhas, face e pés além de uma nova pele em néon. Seus aplicativos também foram redesenhados.

#### Furby Boom Crystal Furblings
No início de 2015 foi anunciada esta versão do aplicativo que seria lançada, e como o outro Furblings podia se comunicar com os Furby Boom Crystal e com os seus aplicativos.

#### Furbacca
Em junho de 2015 um Furby parecido com o personagem Chewbacca de Star Wars foi lançado.